# Zamana bitia
Zamana bitia är en fjärilsart som beskrevs av Stoll 1780. Zamana bitia ingår i släktet Zamana och familjen tandspinnare. Inga underarter finns listade i Catalogue of Life.

## Bildgalleri

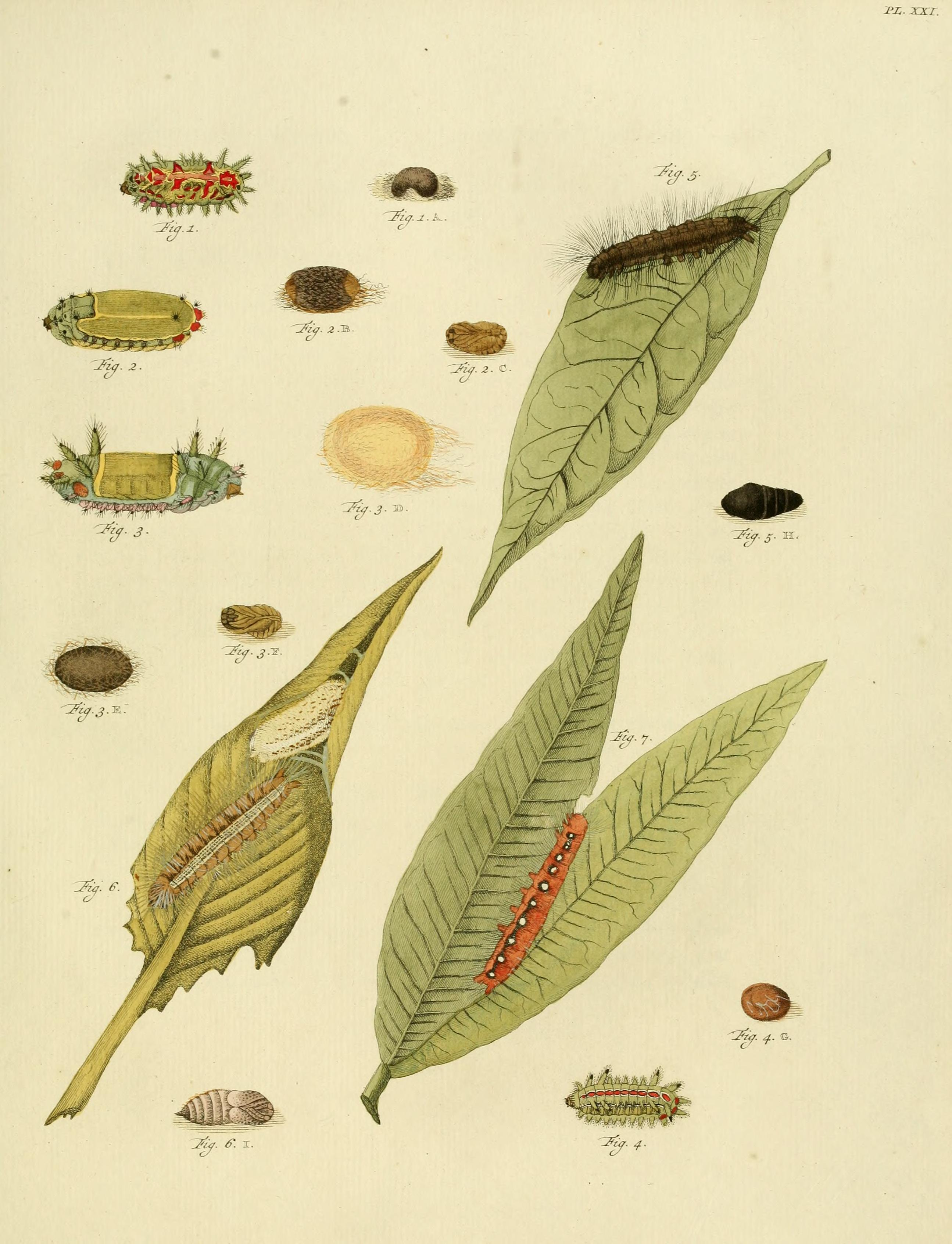
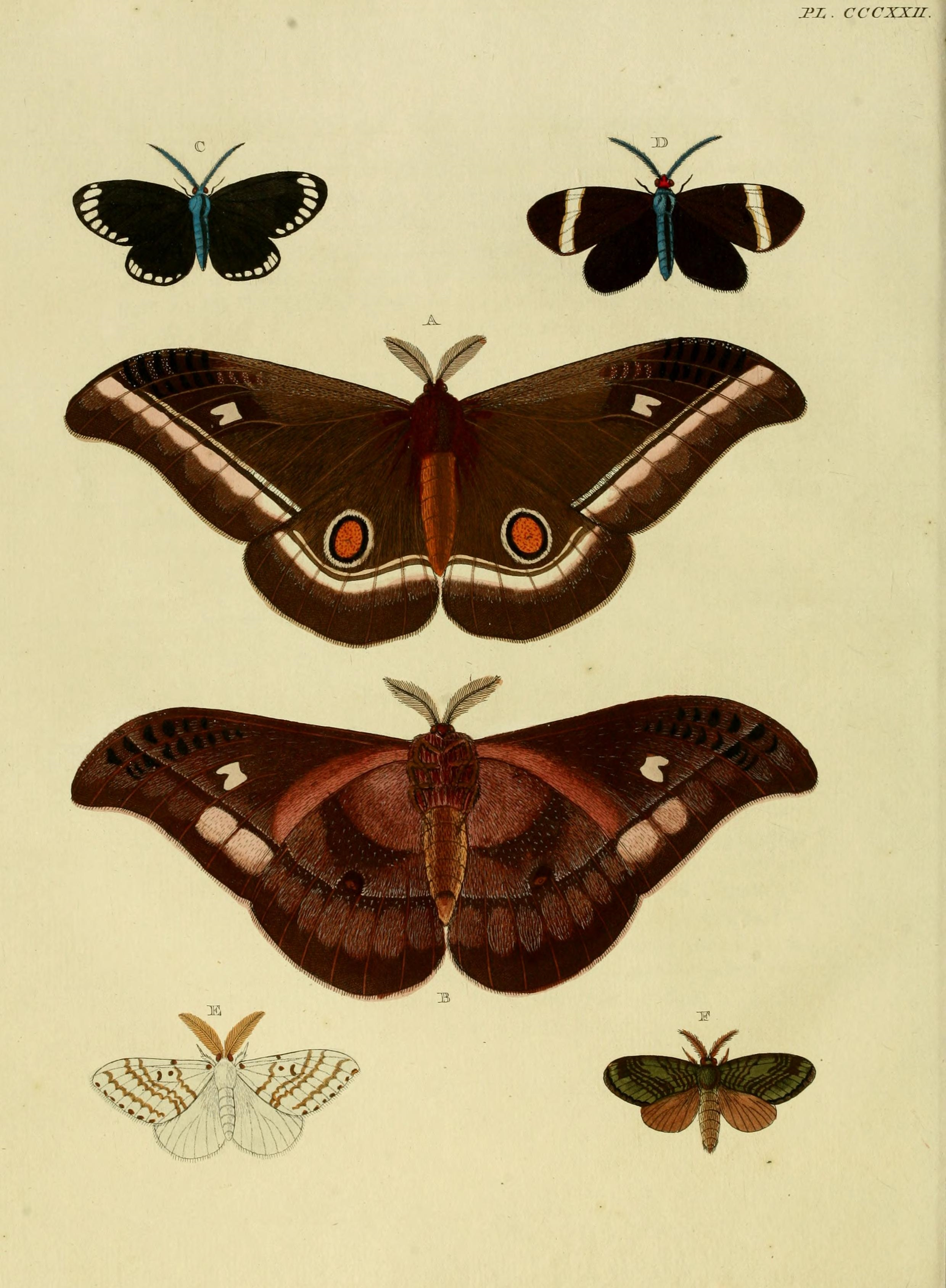